# مارفن إزرائيل
مارفن إزرائيل (بالإنجليزية: Marvin Israel)‏ هو رسام وفنان أمريكي، ولد في 3 يوليو 1924 في سيراكيوز في الولايات المتحدة، وتوفي في 7 مايو 1984 في دالاس في الولايات المتحدة.

## وصلات خارجية
- مارفن إزرائيل على موقع ميوزك برينز (الإنجليزية)